# Teorema axei principale
În geometrie și algebra liniară, o axă principală este o anumită dreaptă dintr-un spațiu euclidian asociată cu un elipsoid sau hiperboloid, generalizând axele majore și minore ale unei elipse. Teorema axei principale afirmă că axele principale sunt perpendiculare, și oferă o procedură constructivă pentru identificarea lor.
Matematic, teorema axei principale este o generalizare a metodei de completare a pătratului din algebra elementară. În algebra liniară și analiza funcțională, teorema axei principale este o contrapartidă geometrică a teoremei spectrale. Ea are aplicații în statisticile de analiză a componentelor principale și în descompunerea valorii singulare. În fizică teorema este fundamentală pentru studiul momentului cinetic.

## Motivație
Ecuațiile în planul cartezian R2:
{\displaystyle {\frac {x^{2}}{9}}+{\frac {y^{2}}{25}}=1}
{\displaystyle {}{\frac {x^{2}}{9}}-{\frac {y^{2}}{25}}=1}
definesc, respectiv, o elipsă și o hiperbolă. În fiecare caz, axele x și y sunt axele principale. Acest lucru este ușor de văzut, dat fiind faptul că nu există  termeni încrucișați care implică produse xy în oricare expresie. Cu toate acestea, situația este mult mai complicată pentru ecuații ca
{\displaystyle 5x^{2}+8xy+5y^{2}=1.}
Aici o metodă este necesară pentru a determina dacă aceasta este o elipsă sau o hiperbolă. Observația de bază este că dacă, prin completarea pătratului, expresia poate fi redusă la o sumă de două pătrate atunci definește o elipsă, în timp ce dacă se reduce la o diferență de două pătrate atunci este ecuația unei hiperbole :
{\displaystyle u(x,y)^{2}+v(x,y)^{2}=1,}     (elipsă)
{\displaystyle u(x,y)^{2}-v(x,y)^{2}=1.}     (hiperbolă)
 Astfel, în  expresia noastră exemplu, problema este cum să absoarbă coeficientul termenului 8xy  încrucișat în funcțiile u și v. Formal, această problemă este similară cu problema de diagonalizarea a matricei, unde se încearcă să se găsească un sistem adecvat de coordonate în care matricea unei transformări liniare e diagonală. Primul pas este de a găsi o matrice în care poate fi aplicată tehnica de diagonalizare.
Trucul este de a scrie ecuația în următoarea formă:
{\displaystyle 5x^{2}+8xy+5y^{2}={\begin{bmatrix}x&y\end{bmatrix}}{\begin{bmatrix}5&4\\4&5\end{bmatrix}}{\begin{bmatrix}x\\y\end{bmatrix}}=\mathbf {x} ^{T}A\mathbf {x} }
unde termenul încrucișat  a fost împărțit în două părți egale. Matricea A din descompunerea de mai sus este o matrice simetrică. În special, prin teorema spectrală, are valori proprii reale și este diagonalizabilă de o matrice ortogonală (ortogonal diagonalizabilă).
Pentru a diagonaliza ortogonal matricea A, trebuie să găsească mai întâi valorile sale proprii, și apoi o bază ortonormată. Calculul arată că valorile proprii ale lui A sunt
{\displaystyle \lambda _{1}=1,\quad \lambda _{2}=9}
cu vectorii proprii corespunzători
{\displaystyle \mathbf {v} _{1}={\begin{bmatrix}1\\-1\end{bmatrix}},\quad \mathbf {v} _{2}={\begin{bmatrix}1\\1\end{bmatrix}}.}
Împărțind acestea prin lungimea lor, se produce o bază ortonormală :
{\displaystyle \mathbf {u} _{1}={\begin{bmatrix}1/{\sqrt {2}}\\-1/{\sqrt {2}}\end{bmatrix}},\quad \mathbf {u} _{2}={\begin{bmatrix}1/{\sqrt {2}}\\1/{\sqrt {2}}\end{bmatrix}}.}
Acum matricea S = [ u1 u2 ] este o matrice ortogonală, deoarece are coloane ortonormate, iar A este diagonalizată de:
{\displaystyle A=SDS^{-1}=SDS^{T}={\begin{bmatrix}1/{\sqrt {2}}&1/{\sqrt {2}}\\-1/{\sqrt {2}}&1/{\sqrt {2}}\end{bmatrix}}{\begin{bmatrix}1&0\\0&9\end{bmatrix}}{\begin{bmatrix}1/{\sqrt {2}}&-1/{\sqrt {2}}\\1/{\sqrt {2}}&1/{\sqrt {2}}\end{bmatrix}}.}
Acest lucru este valabil cu prezenta problemă " diagonalizarea " ecuației prin observația că
{\displaystyle 5x^{2}+8xy+5y^{2}=\mathbf {x} ^{T}A\mathbf {x} =\mathbf {x} ^{T}(SDS^{T})\mathbf {x} =(S^{T}\mathbf {x} )^{T}D(S^{T}\mathbf {x} )=1\left({\frac {x-y}{\sqrt {2}}}\right)^{2}+9\left({\frac {x+y}{\sqrt {2}}}\right)^{2}.}
Astfel, ecuația este aceea a unei elipse, deoarece este suma a două pătrate.
Este tentant pentru a simplifica această expresie trăgând factori de 2. Cu toate acestea, este important să nu se facă acest lucru. Cantitățile
{\displaystyle c_{1}={\frac {x-y}{\sqrt {2}}},\quad c_{2}={\frac {x+y}{\sqrt {2}}}}
au o semnificație geometrică. Ele determină un sistem ortonormat de coordonate pe R2. Cu alte cuvinte, ele sunt obținute din coordonatele inițiale prin aplicarea unei rotații (și, eventual, o reflexie). Prin urmare, se poate folosi C1 și C2 coordonatele să facă declarații cu privire la lungime și unghiuri (mai ales lungime), care altfel ar fi mult mai dificil într-o gamă diferită de coordonate (prin redimensionarea lor, de exemplu). De exemplu, distanța maximă de la origine pe elipsa C12 + 9c22 = 1 se produce atunci când c2 = 0 , astfel încât la punctele C1 = ±1 . Similar, distanța minimă este unde c2 = ±1/3 .
Este posibil acum să citească de pe axele majore și minore ale acestei elipse. Acestea sunt exact valorile individuale ale matricei A , deoarece acestea sunt în cazul în care c2 = 0 sau c1 = 0 . Simbolic, axele principale sunt
{\displaystyle E_{1}={\text{span}}\left({\begin{bmatrix}1/{\sqrt {2}}\\-1/{\sqrt {2}}\end{bmatrix}}\right),\quad E_{2}={\text{span}}\left({\begin{bmatrix}1/{\sqrt {2}}\\1/{\sqrt {2}}\end{bmatrix}}\right).}
Rezumat:
- Ecuația este pentru o elipsă, deoarece ambele valori proprii sunt pozitive. (În caz contrar, în cazul în care unul ar fi fost pozitiv, iar celălalt negativ, ar fi o hiperbolă).
- Axele principale sunt liniile acoperite de vectorii proprii.
- Distanțele minime și maxime la origine poate fi citite de ecuația în formă diagonală.

Folosind această informație, este posibil să se atingă o imagine geometrică clară a elipsei : pentru a-l desena, de exemplu.